# 池和宮
池和宮，又稱為池府王爺廟，位於臺灣新竹縣新豐鄉新豐村池府路156號，初創於臺灣清領時期乾隆四十二年（1776年），至今已有二百多餘年歷史，並且經歷過多次的修建，成為全國的著名信仰中心。
其供奉的主神池府王爺（代天總制總巡王），上通天文，下知地理，有求必應，因而遠近馳名，香客、施客絡繹不絕。
池和宮的建築相當肅穆莊嚴，門庭採用中國傳統式的山門造型，以及重簷歇山式的屋簷，三川殿的左右兩側有八角鐘樓與鼓樓閣，屋頂上也有許多龍、鳳與武將的剪黏藝術，廟的後方還有一座清幽的花園，可供民眾休閒遊憩。 鄰近還有紅毛港遊憩區、坡頭漁港、觀海大道、新豐紅樹林自行車道等。不僅為新豐鄉著名景點，更是西部濱海遊憩動線上之重要觀光據點。
宮廟辦公室服務電話為：03-5680024。

## 重要節慶
- 除夕夜子時：開廟門供信徒拜頭炷香、求王爺賜福
- 農曆正月初九日：淨太歲殿、安奉值年太歲星君
- 農曆正月十二日：恭迎天上聖母蒞宮保境
- 農曆正月十四、十五、十六日：平安戲酬神（天公、天上聖母、土地公）
- 農曆正月二十二日：繞境、恭送天上聖母回鑾
- 農曆正月底：擇日舉辦關煞制化及新春祈安植福大法會（全家福）
- 農曆五月初五日：舉辦新竹縣端午龍舟競賽
- 農曆六月十八日：王爺聖誕祝嘏大典
- 農曆七月十五日：慶讚中元普渡三獻大法會
- 農曆十二月廿四日：謝太歲、謝燈、還福

## 香客服務
- 選擇吉課：辦理凡訂婚、結婚、動土、起基、上梁、安床、入宅、安香、拆卸、開井、開市之擇日吉課。
- 信徒發財金借貸：每人借款上限600元（需先擲筊出聖筊），為期一年，期滿時需奉還。第一次辦理須由本人持身分證到宮廟辦公室內申辦。
- 點光明燈：適用於任何年歲身分之民眾。代表開光與智慧，點燈掃除霉氣，祈求長年順泰、趨吉避凶、大吉大利、萬事如意。在年初開春點光明燈，有照耀一年前途、掃除障礙的意義。　燈首每名3600元；燈主每名600元；新燈(OLED)每名600元；一般燈每名300元
- 點文昌燈：又稱「狀元燈」或「功名燈」讀書人祈求增長智慧、金榜題名、學業成就。上班族祈求工作升遷、仕途如意，智慧處事。　點燈每名500元
- 點財利燈：祈求財氣旺盛、經營順利、生意興隆、事業興旺、工作順利。　點燈每名500元
- 點元辰燈：乃朝拜自己的本命元辰，使元辰光彩。道教主張星宿與世人的對應關係：南斗註生、北斗註死。二位星君反映世人的禍福與生死，所以點元辰燈是道教信徒對於祈求福壽延長、健康平安之意。　點燈每名500元
- 安太歲：太歲當頭座，無喜恐有禍；太歲出現來，無病恐破財。太歲是天上煞神之一，民俗尊稱為「歲君」。以天干地支相配後衍生為六十甲子，每一甲子皆有一位太歲星君輪值於人間，依生肖屬性每人每十二年值太歲一次，每六年又與太歲正沖一次，故每人每六年就會犯太歲一次。凡犯太歲者點燈安太歲，可逢凶化吉，祈求神明消災解厄。　點燈每名500元
- 關煞制化：制即克制，化即化生。五行學說認為化生與克制係互相為用，事物生中有克，克中有生，才能維持其相對的平衡協調。凡犯病符、天狗、白虎、死符、五鬼、太陰、喪門、太陽等關煞者，逐一登疏可求化解。　制化每名200元
- 契子：池王爺的契子並無年齡、性別之分，第一次參加者請至服務台辦理拜契書，第二次以後的每一年，需於池王爺聖誕祝嘏大典（農曆六月十八日）前後備敬果、紅龜粿等前祝壽並繳納契子費用及換絭（平安符），向池王爺領平安麵線與龍銀金幣。
- 全家福：又稱「朝真理斗」、「拜斗」，為恭請南斗六司延壽星君、北斗九皇賜福星君下降，消災解厄，祈求延壽。凡參加拜斗者即是朝拜自己的本命元辰，可使元辰光彩，祛災趨福，祈求平安。　以戶為單位：十員以內1000元；十人之上1500元

## 外部連結
- 新豐鄉公所
- 淺談池府王爺信仰